# دلیچیاس (توچیرا)
دلیچیاس (به اسپانیایی: Delicias) یک منطقه مسکونی در ونزوئلا است که در ایالت تاچیرا واقع شده‌است. دلیچیاس ۶٬۲۲۴ نفر جمعیت دارد و ۱٬۴۸۰ متر بالاتر از سطح دریا واقع شده‌است.